# Bernard Binlin Dadié
Bernard Binlin Dadié (Assinie, 10 de enero de 1916-Abiyán, 9 de marzo de 2019) fue un novelista, dramaturgo, poeta y administrador de Costa de Marfil. Entre muchos otros cargos principales, a partir de 1957, ocupó el cargo de Ministro de Cultura en el gobierno de Costa de Marfil desde 1977 hasta 1986.

## Biografía
Dadié nació en Assinie, Costa del Marfil, y asistió a la escuela católica local en Grand Bassam y luego a la Escuela William Ponty. Trabajó para el gobierno francés en Dakar, Senegal. Al regresar a su tierra natal en 1947, se convirtió en parte de su movimiento por la independencia. Antes de la independencia de Costa de Marfil en 1960, fue detenido durante dieciséis meses por participar en manifestaciones que se oponían al gobierno colonial francés.
En sus escritos, influenciados por sus experiencias de colonialismo como niño, Dadié intenta conectar los mensajes de los cuentos populares africanos tradicionales con el mundo contemporáneo. Con Germain Coffi Gadeau y F. J. Amon d'Aby, fundó el Cercle Culturel et Folklorique del Costa del Marfil (CCFCI) en 1953.
Dadié fue redescubierto con el lanzamiento de la película Amistad de Steven Spielberg en 1997, que presenta la música del compositor estadounidense John Williams. El texto coral del poema de Dadié, "Dry Your Tears, Afrika" ("Sèche Tes Pleurs") se utiliza para una canción del mismo nombre. Publicado en 1967, el poema trata de volver a casa en África. Dadié era el hermano del político Hortense Aka-Anghui. Cumplió 100 años en enero de 2016 y murió en Abiyán en marzo de 2019 a la edad de 103 años.

## Obras
- Afrique debout (1950)
- Légendes africaines (1954)
- Le pagne noir (1955)
- La ronde des jours (1956)
- Climbié (1956)
- Un Nègre à Paris (1959)
- Patron de New York (1964)
- Hommes de tous les continents (1967)
- La ville où nul ne meurt (1969)
- Monsieur Thôgô-Gnini (1970)
- Les voix dans le vent (1970)
- Béatrice du Congo (1970)
- Îles de tempête (1973)
- Papassidi maître-escroc (1975)
- Mhoi cheul (1979)
- Opinions d'un nègre (1979)
- Les belles histoires de Kacou Ananzè
- Commandant Taureault et ses nègres (1980)
- Les jambes du fils de Dieu (1980)
- Carnets de prison (1981) – details his time in prison
- Les contes de Koutou-as-Samala (1982)